# Batticuore/Amore aspetta
Batticuore/Amore aspetta è il primo singolo dell'artista italiana Paola Tedesco, pubblicato da La voce del padrone nel 1975.

## Descrizione
Entrambi i brani sono scritti da Bruno Lauzi, composti da Pippo Baudo e Caruso, arrangiati da quest'ultimo – di cui, è anche la direzione orchestrale – e cantati da Paola Tedesco.
Il brano presente sul lato A (del disco) è la sigla iniziale del programma televisivo Un colpo di fortuna.

## Tracce

### Lato A
1. Batticuore (sigla di Un colpo di fortuna) – 2:53

### Lato B
1. Amore aspetta – 3:03